# Liste der Ministerien Kiribatis

Wappen Kiribatis

Der Inselstaat Kiribati hat folgende Ministerien (Stand August 2017):
1. Ministry of Foreign Affairs and Immigration (deutsch Ministerium für Äußere Angelegenheiten und Einwanderung)
2. Ministry of Fisheries and Marine Resources Development (Ministerium für Fischerei und Meeresressourcen)
3. Ministry of Internal Affairs (Ministerium für Innere Angelegenheiten)
4. Ministry of Finance and Economic Development (Ministerium für Finanzen und Wirtschaftsentwicklung)
5. Ministry of Labour and Human Resources Development (Ministerium für Arbeit)
6. Ministry of Public Works and Utilities (Ministerium für Öffentliche Arbeiten und Versorgung)
7. Ministry of Communications, Transport and Tourism Development (Ministerium für Kommunikation, Verkehr und Tourismusentwicklung)
8. Ministry of Health and Medical Services (Ministerium für Gesundheit und medizinische Dienste)
9. Ministry of Education (Ministerium für Bildung)
10. Ministry of Commerce, Industry and Cooperatives (Ministerium für Wirtschaft, Industrie und Unternehmen)
11. Ministry of Environment, Lands and Agriculture Development (Ministerium für Natur, Ländereien und Landwirtschaftsentwicklung)
12. Ministry of Line and Phoenix Islands Development  (Ministerium für die Entwicklung der Line- und Phoenix-Inseln)
13. Ministry of Women, Sports and Social Welfare (Ministerium für Frauen, Sport und Sozialwohlfahrt)